# Game Two
Game Two ist ein seit 2016 produziertes TV- und Onlineformat zu Video- und Computerspielen. Es wird als Nachfolgeprojekt von Game One angesehen, das im Dezember 2014 eingestellt wurde. Das Format ist auf YouTube sowie in der ZDF-Mediathek verfügbar.
Game Two war bis Juni 2025 eine Produktion der Beans Entertainment GmbH im Auftrag des ZDF und wurde bis zum 22. April 2023 in Zusammenarbeit mit funk realisiert und auch dort ausgestrahlt. Von Ende April 2023 bis Sommer 2025 wurde die Sendung zudem von ZDFneo ausgestrahlt und finanziert.
Mit Folge 382 endete die Sendung in ihrer ursprünglichen Form. Es ist geplant, dass die Sendung ab September 2025 community-finanziert und mit einem kleineren Team fortgeführt wird.

## Inhalt
Die Sendung stellt Videospiel-Neuerscheinungen vor und berät Zuschauer mithilfe von Tests bei Kaufentscheidungen. Außerdem wird von Events zu Neuerscheinungen, wie zum Beispiel der Spielkonsole Nintendo Switch, berichtet. Wichtige Merkmale in der Moderation der Tests sind Humor und Kreativität. Fast alle getesteten Spiele werden während des Testes parodiert und mit kurzen Ausschnitten aus Filmen, Serien oder Internetvideos kommentiert.
Konzeptionell ähnelt die Produktion der Vorgängersendung Game One und steht in der Tradition des klassischen Computerspielejournalismus. Die erste Staffel Game Two wurde vollständig live übertragen. Durch die Umstellung wurde schließlich auch die Sendung zur dritten Staffel von 45 auf 30 Minuten reduziert. Die Outtakes aus den Sendungen wurden anfangs am Ende der Sendung gezeigt, später ausschließlich auf Instagram. Seit Folge 288 werden diese wieder am Ende der Sendung gezeigt.

## Studio
Das im Hamburger Stadtteil Altona-Nord ansässige Studio ist Eigentum der eigenen Produktionsfirma Rocket Beans Entertainment GmbH. Das Studio war bis Folge 119 in Holzoptik gestaltet und mit Videospielelementen, wie verschiedenen Spielekonsolen im Hintergrund und einer Diskette als Tisch dekoriert. Als Sitzmöbel dienten zwei Sessel und eine Couch, auf der Gäste empfangen wurden. Zusätzlich stand ein begehbarer Greenscreen zur Verfügung. Mit Beginn von Staffel 7 (ab Folge 121) ist ein vollständig überarbeitetes Studio zu sehen. Im Hintergrund der Moderation hängt nun statt den Konsolen das Game-Two-Logo.

## Moderation
Moderiert wird die Sendung von der ehemaligen Game-One-Besetzung: Simon Krätschmer, Daniel Budiman, Nils Bomhoff und Etienne Gardé, ergänzt um die neuen Moderatorinnen Lara Trautmann und Sofia Kats. Ab Folge 330 wurde Esther Kerkhoff als weitere Moderatorin eingeführt. Die Beiträge werden meistens von Ingo Meß gesprochen. Die News-Sektion der Sendung wird von Michael Krogmann moderiert.
In Folge 7 moderierten krankheitsbedingt Florentin Will und Lars Eric Paulsen die Sendung. Sie waren dabei als Nils Bomhoff und Etienne Gardé verkleidet. In Folge 184 moderierte Michael Krogmann ersatzweise.

## Rubriken
Die Rubriken sind Teil der Fernsehsendung. Einige Formate sind neu, andere wurden aus der Vorgängersendung Game One weitergeführt.
| Rubrik             | Thema |
| ------------------ | --- |
| Ausgegraben        | Vorstellung nicht mehr aktueller Videospiele. |
| BEANS: Tag & Nacht | Darstellung des Geschehens in der Redaktion von Game Two als Parodie auf Berlin – Tag & Nacht.                                                                                                |
| BEEF!              | Moderatoren oder andere Mitglieder der Redaktion spielen in Videospielen gegeneinander. |
| Coming Soon        | Parodien bekannter Spiele mithilfe von Wortwitzen, die aus Spieletiteln abgeleitet werden (Beispiele: „Donkey Bong“ statt Donkey Kong, „DUMM“ statt DOOM oder „Mett Space“ statt Dead Space). |
| Spurensuche        | Nachforschungen zu einst großen Spielegenres, die nicht mehr so stark repräsentiert sind. |
| Unter dem Radar    | Eine Auflistung der im vorhergegangenen Monat veröffentlichten, aber nicht vorgestellten Spiele.                                                                                              |

## Verzeichnis aller Folgen
| Folge | Ausstrahlung      | Themen                                                                                           | Moderatoren                                                   |
| ----- | ----------------- | ------------------------------------------------------------------------------------------------ | ------------------------------------------------------------- |
| 1     | 18. November 2016 | Dishonored 2: Das Vermächtnis der Maske, Call of Duty: Infinite Warfare, PlayStation 4 Pro       | Simon Krätschmer, Daniel Budiman, Nils Bomhoff, Etienne Gardé |
| 2     | 25. November 2016 | Watch Dogs 2, Pokémon Sonne und Mond, Vorschau auf den Spielemonat Dezember                      | Daniel Budiman, Lara Trautmann                                |
| 3     | 2. Dezember 2016  | Owlboy, Final Fantasy XV                                                                         | Simon Krätschmer, Sofia Kats                                  |
| 4     | 9. Dezember 2016  | The Last Guardian, Steep, Ausgegraben: Der König der Löwen                                       | Simon Krätschmer, Daniel Budiman                              |
| 5     | 16. Dezember 2016 | Super Mario Maker for Nintendo 3DS, Telltale-Spezial, Die Zwerge, ELEX                           | Etienne Gardé, Lara Trautmann                                 |
| 6     | 23. Dezember 2016 | Unser Jahr 2016, Spieletipps der Redaktion & Grummel Grinch                                      | Simon Krätschmer, Etienne Gardé, Lara Trautmann, Sofia Kats   |
| 7     | 6. Januar 2017    | Virtuelle Realität, Spielejahr 2017                                                              | Florentin Will, Lars Eric Paulsen                             |
| 8     | 13. Januar 2017   | Nintendo Switch, Dragon Quest 8                                                                  | Daniel Budiman, Nils Bomhoff                                  |
| 9     | 20. Januar 2017   | Resident Evil 7: Biohazard, Faszination Horror, Gravity Rush 2                                   | Etienne Gardé, Sofia Kats                                     |
| 10    | 27. Januar 2017   | Sniper Elite 4, Yakuza 0, Open-World-Reportage, Vorschau auf den Spielemonat Februar             | Nils Bomhoff, Sofia Kats                                      |
| 11    | 3. Februar 2017   | Halo Wars 2, Tom Clancy’s Ghost Recon Wildlands, Poochy & Yoshi’s Woolly World, Rückschau Januar | Nils Bomhoff, Lara Trautmann                                  |
| 12    | 10. Februar 2017  | Nioh, Spezial Nahkampf-Games, Double Dragon, Ausgegraben: Virtua Tennis                          | Simon Krätschmer, Etienne Gardé                               |
| 13    | 24. Februar 2017  | For Honor, Halo Wars 2, Vorschau auf den Spielemonat März                                        | Simon Krätschmer, Daniel Budiman                              |
| 14    | 3. März 2017      | Nintendo Switch, The Legend of Zelda: Breath of the Wild, Horizon Zero Dawn                      | Nils Bomhoff, Etienne Gardé                                   |
| 15    | 10. März 2017     | Nier: Automata, Prey, GDC 2017                                                                   | Daniel Budiman, Sofia Kats                                    |
| 16    | 17. März 2017     | Tom Clancy’s Ghost Recon Wildlands, Lost Ember                                                   | Nils Bomhoff, Etienne Gardé                                   |
| 17    | 24. März 2017     | Rime, Flatout 4, Time Splitters 2                                                                | Simon Krätschmer, Nils Bomhoff                                |
| 18    | 31. März 2017     | Mass Effect: Andromeda, Dark Souls 3: The Ringed City                                            | Florian Mundt, Max Krüger, Robin Blase                        |
| 19    | 7. April 2017     | Persona 5, Thimbleweed Park, Top 5 Rätsel-Spiele                                                 | Etienne Gardé, Sofia Kats                                     |
| 20    | 14. April 2017    | Yooka-Laylee, Top 10 Eastereggs, Franz Kafka Game, Wünsch dir was: Advance Wars                  | Nils Bomhoff, Sofia Kats                                      |
| 21    | 21. April 2017    | Faszination Retro, Wonderboy 3, Disney Afternoon Collection, Turok 2 Remaster                    | Etienne Gardé, Simon Krätschmer                               |
| 22    | 28. April 2017    | Mario Kart 8 Deluxe, The Sexy Brutale, Little Nightmares                                         | Simon Krätschmer, Nils Bomhoff                                |
| 23    | 5. Mai 2017       | Outlast 2, Dawn of War 3, Deformers, Spiele im April                                             | Etienne Gardé, Nils Bomhoff                                   |
| 24    | 12. Mai 2017      | Prey, What Remains of Edith Finch, No One Lives Forever, Tumble Seed                             | Etienne Gardé, Sofia Kats                                     |
| 25    | 19. Mai 2017      | Injustice 2, Farpoint, Fire Emblem, The Surge                                                    | Sofia Kats, Lara Trautmann                                    |
| 26    | 26. Mai 2017      | Destiny 2, Rime, Vorschau auf den Spielemonat Juni                                               | Simon Krätschmer, Daniel Budimann                             |
| 27    | 2. Juni 2017      | Tekken 7, Perception, Impact Winter, Rückblick auf den Spielemonat Mai                           | Etienne Gardé, Lara Trautmann                                 |
| 28    | 9. Juni 2017      | Star Trek: Bridge Crew, Wipeout Omega Collection, Dirt 4                                         | Daniel Budiman, Nils Bomhoff                                  |
| 29    | 16. Juni 2017     | E3 2017 Spezial                                                                                  | Simon Krätschmer, Nils Bomhoff                                |
| 30    | 23. Juni 2017     | E3-Highlights, Arms, Get Even                                                                    | Etienne Gardé, Nils Bomhoff                                   |
| 31    | 30. Juni 2017     | Crash Bandicoot N.Sane Trilogy, Micro Machines World Series, The Town of Light                   | Simon Krätschmer, Sofia Kats                                  |
| 32    | 7. Juli 2017      | Nex Machina, Dead Cells, Reportage Weltraum-Simulationen, Games-Rückblick Juni                   | Sofia Kats                                                    |
| 33    | 14. Juli 2017     | Final Fantasy XII, DLC – Special, Gonner, Ausgegraben: Onimusha 3                                | Sofia Kats, Daniel Budiman                                    |

| Folge | Ausstrahlung  | Themen                                                               | Moderatoren                  |
| ----- | ------------- | -------------------------------------------------------------------- | ---------------------------- |
| 34    | 21. Juli 2017 | Splatoon 2 Review, Fortnite, Absolver, Indizierungs-Report Half-Life | Daniel Budiman, Nils Bomhoff |

| Folge | Ausstrahlung       | Themen | Moderatoren                      |
| ----- | ------------------ | --- | -------------------------------- |
| 35    | 25. August 2017    | Gamescom 2017 Spezial                                                                                           | Simon Krätschmer, Nils Bomhoff   |
| 36    | 1. September 2017  | Mittelerde: Schatten des Krieges, Anno 1800, Yakuza 6                                                           | Etienne Gardé, Sofia Kats        |
| 37    | 8. September 2017  | Mario + Rabbids: Kingdom Battle, Uncharted: The Lost Legacy, Hellblade: Senua’s Sacrifice, StarCraft, Nidhogg 2 | Simon Krätschmer, Sofia Kats     |
| 38    | 15. September 2017 | Destiny 2, Metroid: Samus Returns, Knack 2                                                                      | Sofia Kats, Lara Trautmann       |
| 39    | 22. September 2017 | Project CARS 2, Marvel vs. Capcom Infinite, die Top 10 Crossovers                                               | Simon Krätschmer, Etienne Gardé  |
| 40    | 29. September 2017 | FIFA 18 vs. PES 2018, Snes Classic Mini                                                                         | Nils Bomhoff, Etienne Gardé      |
| 41    | 6. Oktober 2017    | Cuphead, Battle Chasers: Nightwar und „Unter dem Radar“                                                         | Simon Krätschmer, Etienne Gardé  |
| 42    | 13. Oktober 2017   | Mittelerde: Schatten des Krieges, Steamworld Dig 2, Layton’s Mystery Journey                                    | Simon Krätschmer, Daniel Budiman |
| 43    | 20. Oktober 2017   | South Park: Die rektakuläre Zerreißprobe, ELEX, Reizthema Lootboxen                                             | Nils Bomhoff, Lara Trautmann     |
| 44    | 27. Oktober 2017   | Super Mario Odyssey, The Evil Within 2, Forza Motorsport 7 vs. Gran Turismo Sport                               | Nils Bomhoff, Daniel Budimann    |
| 45    | 3. November 2017   | Assassin’s Creed Origins, WWE 2K18, Unter dem Radar                                                             | Sofia Kats, Etienne Gardé        |
| 46    | 10. November 2017  | Wolfenstein II, Xbox One X, Shadow Hearts: Covenant                                                             | Nils Bomhoff, Etienne Gardé      |
| 47    | 17. November 2017  | Call of Duty: WWII, Need for Speed Payback, Reportage MMORPGs                                                   | Simon Krätschmer, Nils Bomhoff   |
| 48    | 24. November 2017  | Star Wars: Battlefront II, Report Nintendo Switch, Spielvorschau Dezember                                       | Sofia Kats, Etienne Gardé        |
| 49    | 1. Dezember 2017   | 20 Jahre Pokémon, Xenoblade Chronicles 2, Unter dem Radar                                                       | Nils Bomhoff, Simon Krätschmer   |
| 50    | 8. Dezember 2017   | Heiß oder Scheiß: Berufs-Simulatoren auf dem Prüfstand                                                          | Nils Bomhoff, Sofia Kats         |
| 51    | 15. Dezember 2017  | SpellForce 3, Star Citizen, Wolfenstein, Zelda & Co. – die besten DLCs                                          | Daniel Budiman, Simon Krätschmer |
| 52    | Dezember 2017      | Game Two Extreme: das große Weihnachtsspezial mit GIGA, DoktorFroid & M3lly                                     | Simon Krätschmer, Daniel Budiman |

| Folge | Ausstrahlung     | Themen                                                                                         | Moderatoren                      |
| ----- | ---------------- | ---------------------------------------------------------------------------------------------- | -------------------------------- |
| 53    | 12. Januar 2018  | Die große Spielevorschau 2018 – Highlights, Hitkandidaten & Geheimtipps                        | Colin Gäbel                      |
| 54    | 19. Januar 2018  | They Are Billions, Earth Defense Force 5, Kolumne: Tod den Collectibles!                       | Sofia Kats, Nils Bomhoff         |
| 55    | 26. Januar 2018  | Game Two in 360 Grad: Das große Virtual-Reality-Special                                        | Nils Bomhoff, Simon Krätschmer   |
| 56    | 2. Februar 2018  | Monster Hunter: World, Dragon Ball FighterZ, Unter dem Radar                                   | Nils Bomhoff, Etienne Gardé      |
| 57    | 9. Februar 2018  | Shadow of the Colossus, Lost Sphear, Tiny Metal                                                | Daniel Budiman, Simon Krätschmer |
| 58    | 16. Februar 2018 | Crossing Souls, Dissidia Final Fantasy NT, Dynasty Warriors 9, UFC 3, Remakes                  | Nils Bomhoff, Simon Krätschmer   |
| 59    | 23. Februar 2018 | Kingdom Come: Deliverance, Fe, Kontroverse: Games-Journalismus in der Kritik                   | Etienne Gardé, Sofia Kats        |
| 60    | 2. März 2018     | Metal Gear Survive, Reportage USK: Splatter, Sex & Horror, Unter dem Radar                     | Daniel Budiman, Lara Trautmann   |
| 61    | 9. März 2018     | Moss, Bridge Constructor Portal, Report: Early Access – Fluch oder Segen?                      | Daniel Budiman, Simon Krätschmer |
| 62    | 16. März 2018    | Nintendo Labo, Kirby Star Allies, Bravo Team & Scribblenauts Showdown                          | Lara Trautmann, Sofia Kats       |
| 63    | 23. März 2018    | Ni No Kuni 2, God of War, Attack on Titan 2                                                    | Sofia Kats, Nils Bomhoff         |
| 64    | 6. April 2018    | Far Cry 5, A Way Out, Kolumne: Kurze Spiele FTW!                                               | Daniel Budiman, Simon Krätschmer |
| 65    | 13. April 2018   | Sea of Thieves, Wünsch dir was: Jedi Knight 4, Warhammer: Vermintide 2, Burnout                | Nils Bomhoff, Etienne Gardé      |
| 66    | 20. April 2018   | God of War, Report: Spec Ops: The Line, Minit, Monster Hunter World, Call of Duty: Black Ops 4 | Etienne Gardé, Sofia Kats        |
| 67    | 27. April 2018   | Yakuza 6: The Song of Life, Nintendo Labo, The Swords of Ditto                                 | Nils Bomhoff, Lara Trautmann     |
| 68    | 4. Mai 2018      | Frostpunk, Donkey Kong Country: Tropical Freeze, Battletech, The Council, Extinction           | Sofia Kats, Etienne Gardé        |
| 69    | 11. Mai 2018     | Conan Exiles: Michas erste Hiebe, Ausgegraben: Yoshi’s Island, DLCs für Destiny & Co.          | Sofia Kats, Lara Trautmann       |
| 70    | 18. Mai 2018     | Pillars of Eternity 2, Laser League, Forgotton Anne, Call of Duty: Black Ops 4                 | Nils Bomhoff, Lara Trautmann     |
| 71    | 25. Mai 2018     | Detroit: Become Human, State of Decay 2, Ausgegraben: Star Wars Ep. 1: Racer                   | Nils Bomhoff, Daniel Budiman     |
| 72    | 1. Juni 2018     | Agony, Moonlighter, Yoku's Island Express, Bloodstained, Far: Lone Sails                       | Sofia Kats, Daniel Budiman       |
| 73    | 8. Juni 2018     | Vampyr, Jurassic World Evolution, Kolumne: Mit Achievements zum Glück                          |                                  |

| Folge | Ausstrahlung       | Themen                                                                                   | Moderatoren                      |
| ----- | ------------------ | ---------------------------------------------------------------------------------------- | -------------------------------- |
| 74    | 15. Juni 2018      | E3-Roundup 2018 XXL                                                                      |                                  |
| 75    | 20. Juli 2018      | Sommerspezial: The Crew 2, Mario Tennis Aces, Mothergunship, Earthfall                   |                                  |
| 76    | 27. Juli 2018      | Octopath Traveler, Wario Ware Gold, Michas Zoffkolumne: Spielhilfen vs. Spielspaß        |                                  |
| 77    | 3. August 2018     | Chasm, Pool Panic, The Persistence, Mega Man, Lumines, Gray Dawn, Unter dem Radar        | Sofia Kats, Simon Krätschmer     |
| 78    | 11. August 2018    | No Man’s Sky Next, Overcooked! 2, The Banner Saga 3                                      | Sofia Kats, Etienne Gardé        |
| 79    | 18. August 2018    | Doom Eternal, We Happy Few, Two Point Hospital                                           | Daniel Budiman, Etienne Gardé    |
| 80    | 24. August 2018    | Gamescom 2018 XXL: Die 30 spannendsten Spiele                                            | Simon Krätschmer, Etienne Gardé  |
| 80    | 24. August 2018    | Gamescom 2018 XXL: Die 30 spannendsten Spiele                                            | Simon Krätschmer, Etienne Gardé  |
| 81    | 31. August 2018    | Gamescom-Highlights: Cyberpunk 2077, Sekiro, Dying Light 2, DMC 5, Metro Exodus          | Simon Krätschmer, Daniel Budiman |
| 82    | 7. September 2018  | Monster Hunter Generations Ultimate, Dragon Quest XI, WOW Battle for Azeroth             | Daniel Budiman, Simon Krätschmer |
| 83    | 14. September 2018 | Spider-Man, Shadow of the Tomb Raider, SCUM                                              | Etienne Gardé, Lara Trautmann    |
| 84    | 21. September 2018 | Destiny 2: Forsaken, Transference, Immortal Unchained                                    | Simon Krätschmer, Daniel Budiman |
| 85    | 28. September 2018 | FIFA 19, PES 2019, Valkyria Chronicles 4, die Zukunft der Story-Spiele                   | Simon Krätschmer, Daniel Budiman |
| 86    | 6. Oktober 2018    | Assassin’s Creed Odyssey, Life Is Strange 2, NBA 2K19, Hollow Knight                     | Nils Bomhoff, Daniel Budiman     |
| 87    | 13. Oktober 2018   | Forza Horizon 4, Super Mario Party, Hitman 2                                             | Sofia Kats, Daniel Budiman       |
| 88    | 20. Oktober 2018   | Battlefield V, Soul Calibur 6, Ausgegraben: Baphomets Fluch                              | Simon Krätschmer, Nils Bomhoff   |
| 89    | 27. Oktober 2018   | Call of Duty: Black Ops 4, Thronebreaker: The Witcher Tales, Starlink                    | Sofia Kats, Nils Bomhoff         |
| 90    | 3. November 2018   | Red Dead Redemption 2, Call of Cthulhu, Astro Bot, CrossCode                             |                                  |
| 91    | 10. November 2018  | Diablo 3: Eternal Collection, Taiko no Tatsujin, Déraciné, Ausgegraben: Die Siedler      | Simon Krätschmer, Nils Bomhoff   |
| 92    | 17. November 2018  | Hitman 2, Overkill's The Walking Dead, Kolumne: Wehrlos in Horror-Spielen                | Etienne Gardé, Nils Bomhoff      |
| 93    | 24. November 2018  | Battlefield V, Pokémon: Let’s Go, Pikachu! und Let’s Go, Evoli!, Spyro Reignited Trilogy | Sofia Kats, Daniel Budiman       |
| 94    | 1. Dezember 2018   | Fallout 76, Darksiders 3, Warframe                                                       | Sofia Kats, Nils Bomhoff         |
| 95    | 8. Dezember 2018   | Just Cause 4, PlayStation Classic, Dragon Age 4, Far Cry New Dawn                        | Simon Krätschmer, Daniel Budiman |
| 96    | 14. Dezember 2018  | Super Smash Bros. Ultimate, Red Dead Online, Gris                                        | Simon Krätschmer, Daniel Budiman |
| 97    | 22. Dezember 2018  | Das große Weihnachtsspezial – der Grinch und das Gaming-Jahr 2018                        |                                  |

| Folge | Ausstrahlung     | Themen                                                                          | Moderatoren                     |
| ----- | ---------------- | ------------------------------------------------------------------------------- | ------------------------------- |
| 98    | 12. Januar 2019  | Spielevorschau 2019 (Teil 1)                                                    |                                 |
| 99    | 19. Januar 2019  | Spielevorschau 2019 (Teil 2)                                                    |                                 |
| 100   | 26. Januar 2019  | Game Two – Der Film                                                             |                                 |
| 101   | 2. Februar 2019  | Resident Evil 2, Metro Exodus, Ashen, New Super Mario Bros. U Deluxe            | Nils Bomhoff, Lara Trautmann    |
| 102   | 9. Februar 2019  | Kingdom Hearts 3, The Division 2, Ace Combat 7                                  | Nils Bomhoff, Simon Krätschmer  |
| 103   | 16. Februar 2019 | Far Cry New Dawn, Battle Royal Spiele, Apex Legends, Anno 1800                  | Nils Bomhoff, Simon Krätschmer  |
| 104   | 23. Februar 2019 | Metro Exodus, Crackdown 3, Wargroove                                            | Nils Bomhoff, Daniel Budiman    |
| 105   | 2. März 2019     | Anthem, Trials Rising, Dirt Rally 2.0, Tetris 99, Pikuniku                      | Etienne Gardé, Lara Trautmann   |
| 106   | 9. März 2019     | Devil May Cry 5, Dead or Alive 6, Serious Games                                 | Simon Krätschmer                |
| 107   | 16. März 2019    | „Die schlechteste Folge ever - tut uns leid! :(“                                | Colin Gäbel                     |
| 108   | 23. März 2019    | The Division 2, Command & Conquer, Spiele-Kuriositäten                          | Sofia Kats, Daniel Budiman      |
| 109   | 30. März 2019    | Sekiro: Shadows Die Twice, Yoshi’s Crafted World, Schelte für Steam             | Daniel Budiman, Etienne Gardé   |
| 110   | 6. April 2019    | Tropico 6, Generation Zero, VR-Special, Baba is you                             | Nils Bomhoff, Lara Trautmann    |
| 111   | 13. April 2019   | Divinity: Original Sin II, Gothic, Need for Speed, Black & White, Löwenzahn     | Nils Bomhoff, Etienne Gardé     |
| 112   | 27. April 2019   | Mortal Kombat 11, Anno 1800, Earth Defense Force: Iron Rain                     | Etienne Gardé, Daniel Budiman   |
| 113   | 4. Mai 2019      | Days Gone, Das Super-Shotgun-Casting, Katana Zero, Ghost of a Tale              | Etienne Gardé, Daniel Budiman   |
| 114   | 11. Mai 2019     | Borderlands 3, Code Vein, Fade to Silence                                       | Nils Bomhoff, Sofia Kats        |
| 115   | 18. Mai 2019     | A Plague Tale, World of Warcraft Classic, Shakedown: Hawaii                     | Daniel Budiman, Nils Bomhoff    |
| 116   | 25. Mai 2019     | Rage 2, Mordhau, Team Sonic Racing                                              | Etienne Gardé, Simon Krätschmer |
| 117   | 1. Juni 2019     | Observation, Blood & Truth, Splitgate Arena Warfare, Total War: Three Kingdoms  | Sofia Kats, Nils Bomhoff        |
| 118   | 8. Juni 2019     | Warhammer: Chaosbane, Layers of Fear 2, Five Nights at Freddy’s VR: Help Wanted | Nils Bomhoff, Daniel Budiman    |
| 119   | 15. Juni 2019    | E3-Roundup 2019 XXL                                                             | Colin Gäbel                     |

| Folge | Ausstrahlung       | Themen | Moderatoren                      |
| ----- | ------------------ | --- | -------------------------------- |
| 120   | 20. Juli 2019      | Super Mario Maker 2, Crash Team Racing: Nitro Fueled, Cadence of Hyrule, Judgement, Outer Wilds, Bloodstained: Ritual of the Night, Sea of Solitude, Samurai Shodown, F1 2019, Trover Saves the Universe, Devolver Bootleg | keine                            |
| 121   | 27. Juli 2019      | Fire Emblem: Three Houses, Marvel Ultimate Alliance 3: The Black Order, Dragon Quest Builders 2 | Nils Bomhoff, Simon Krätschmer   |
| 122   | 3. August 2019     | Wolfenstein: Youngblood, Auto Chess, Totally Reliable Delivery Service, Tetsumo Party | Nils Bomhoff, Lara Trautmann     |
| 123   | 10. August 2019    | Monster Hunter World: Iceborne, The Surge 2, Madden NFL 20 | Simon Krätschmer, Sofia Kats     |
| 124   | 16. August 2019    | Astral Chain, Hunt: Showdown, Unter dem Radar | Simon Krätschmer, Nils Bomhoff   |
| 125   | 23. August 2019    | Gamescom 2019 Folge 1 mit Dreams, Death Stranding, Battletoads, Google Stadia, Contra Rogue Corps, John Wick Hex, The Eternal Cylinder, PES 2020 und FIFA 20, Need for Speed Heat |                                  |
| 126   | 30. August 2019    | Gamescom 2019 Folge 2 mit Marvel’s Avengers, Indie-Spiele, Desperados III, Wasteland 3, Knights of Honor 2: Sovereign, Iron Harvest, Final Fantasy VII Remake, Trials of Mana, Dragon Ball Z: Kakarot, GRID, Carrion, Heave Ho, Fall Guys: Ultimate Knockout, Cyberpunk 2077, Tom Clancy’s Ghost Recon Breakpoint, Predator: Hunting Grounds, Die Siedler, Vampire: Bloodlines 2, Awards |                                  |
| 127   | 6. September 2019  | Monster Hunter World: Iceborne, Control, Remnant: From the Ashes | Simon Krätschmer, Nils Bomhoff   |
| 128   | 13. September 2019 | Borderlands 3, Gears 5, Children of Morta | Etienne Gardé, Daniel Budiman    |
| 129   | 20. September 2019 | Mods, Blasphemous, Link’s Awakening | Simon Krätschmer, Nils Bomhoff   |
| 130   | 27. September 2019 | Nioh 2, The Surge 2 und The Last Of Us 2 | Nils Bomhoff, Lara Trautmann     |
| 131   | 4. Oktober 2019    | Pro Evolution Soccer, FIFA 20, Code Vein | Daniel Budiman, Etienne Gardé    |
| 132   | 11. Oktober 2019   | Ghost Recon: Breakpoint, Destiny 2: Shadowkeep und „Wie wichtig ist eigentlich Grafik?“ | Simon Krätschmer, Daniel Budiman |
| 133   | 18. Oktober 2019   | GRID, John Wick Hex und Trine 4 | Etienne Gardé, Nils Bomhoff      |
| 134   | 25. Oktober 2019   | The Outer Worlds, MediEvil und Fit werden mit Ring Fit Adventure | Nils Bomhoff, Lara Trautmann     |
| 135   | 1. November 2019   | Death Stranding, Luigi’s Mansion 3 und Unter dem Radar | Simon Krätschmer, Sofia Kats     |
| 136   | 8. November 2019   | Call of Duty: Modern Warfare, Disco Elysium, Mario & Sonic bei den olympischen Spielen 2020 | Nils Bomhoff, Simon Krätschmer   |
| 137   | 15. November 2019  | Planet Zoo, Need for Speed Heat, zu Besuch auf der X019 | Simon Krätschmer, Etienne Gardé  |
| 138   | 22. November 2019  | Star Wars Jedi: Fallen Order, Brettspiel-Ports, Stadia | Nils Bomhoff, Simon Krätschmer   |
| 139   | 29. November 2019  | Lost Ember, Shenmue III, Pokémon Schwert und Schild | Nils Bomhoff, Sofia Kats         |
| 140   | 6. Dezember 2019   | Darksiders Genesis, Terminator: Resistance und Unter dem Radar | Nils Bomhoff, Simon Krätschmer   |
| 141   | 13. Dezember 2019  | Das Ende des Jahres Spezial Teil 1 |                                  |
| 142   | 20. Dezember 2019  | Das Ende des Jahres Spezial Teil 2 |                                  |

| Folge | Ausstrahlung     | Themen                                                                                                | Moderatoren                                                         |
| ----- | ---------------- | --- | ------------------------------------------------------------------- |
| 143   | 10. Januar 2020  | Die große Jahresvorschau 2020 – Teil 1                                                                |                                                                     |
| 144   | 18. Januar 2020  | Die große Jahresvorschau 2020 – Teil 2                                                                |                                                                     |
| 145   | 24. Januar 2020  | Die Spiele der Dekade! Die Top 25 von 2010 bis 2019                                                   | Etienne Gardé, Simon Krätschmer                                     |
| 146   | 31. Januar 2020  | Doom Eternal, Dragon Ball Z: Kakarot, Journey to the Savage Planet                                    | Nils Bomhoff, Sofia Kats                                            |
| 147   | 7. Februar 2020  | Warcraft III: Reforged, Pokémon Gelbe Edition, Pokémon Snap, Pokémon Stadium, Temtem, Unter dem Radar | Nils Bomhoff, Etienne Gardé                                         |
| 148   | 14. Februar 2020 | Outriders, GTFO – Get the Fuck out, SoundFX-Spezial                                                   | Lara Trautmann, Etienne Gardé                                       |
| 149   | 21. Februar 2020 | The Suicide of Rachel Foster, Wolcen: Lords of Mayhem, Street Fighter V: Champion Edition             | Nils Bomhoff, Simon Krätschmer                                      |
| 150   | 28. Februar 2020 | Dreams, Baldur’s Gate III Eventbericht, Best-Of 150 Folgen                                            | Etienne Gardé                                                       |
| 151   | 6. März 2020     | Pokémon Mystery Dungeon: Retterteam DX, Final Fantasy VII Remake, Unter dem Radar                     | Simon Krätschmer                                                    |
| 152   | 13. März 2020    | Nioh 2, Ori and the Will of the Wisps, Trials of Mana Preview-Event                                   | Simon Krätschmer, Nils Bomhoff                                      |
| 153   | 20. März 2020    | Doom Eternal, Animal Crossing: New Horizons, Trials of Mana                                           | Nils Bomhoff, Sofia Kats                                            |
| 154   | 27. März 2020    | Bleeding Edge, Early-Access-Spiele und Spielewünsche                                                  | Simon Krätschmer, Etienne Gardé, Lara Trautmann aus dem Home Office |
| 155   | 3. April 2020    | Half-Life: Alyx, DLCs, Unter dem Radar                                                                | Nils Bomhoff, Sofia Kats                                            |
| 156   | 17. April 2020   | Final Fantasy VII Remake, Resident Evil 3                                                             | Etienne Gardé und Zuschauer aus dem Home Office                     |
| 157   | 24. April 2020   | Trials of Mana, Mount & Blade II: Bannerlord, Valorant                                                |                                                                     |
| 158   | 1. Mai 2020      | Gears Tactics, XCOM: Chimera Squad, Deliver us the Moon                                               | Etienne Gardé, Lara Trautmann aus dem Home Office                   |
| 159   | 8. Mai 2020      | Predator: Hunting Grounds, Streets of Rage 4, Unter dem Radar                                         | Simon Krätschmer, Lara Trautmann aus dem Home Office                |
| 160   | 15. Mai 2020     | SnowRunner, Moving Out, Gaming-Industrie in der Pandemie                                              | Etienne Gardé, Nils Bomhoff aus dem Home Office                     |
| 161   | 22. Mai 2020     | Maneater, Fury Unleashed und ein Bericht zu Videospiel-Trailern                                       | Nils Bomhoff, Sofia Kats                                            |
| 162   | 29. Mai 2020     | Minecraft Dungeons, Crucible, Tower Tag Tournament                                                    | Simon Krätschmer, Etienne Gardé                                     |
| 163   | 5. Juni 2020     | Xenoblade Chronicles: Definitive Edition, Command & Conquer Remastered Collection, Unter dem Radar    | Nils Bomhoff, Etienne Gardé                                         |
| 164   | 12. Juni 2020    | Desperados III, Mafia II: Definitive Edition                                                          | Simon Krätschmer, Etienne Gardé                                     |
| 165   | 19. Juni 2020    | The Last of Us Part II, Disintegration, 51 Worldwide Games                                            | Sofia Kats, Etienne Gardé                                           |
| 166   | 26. Juni 2020    | Among Trees, Cyberpunk 2077, das Beste von der Resterampe                                             | Sofia Kats, Nils Bomhoff                                            |

| Folge | Ausstrahlung       | Themen | Moderatoren                                                       |
| ----- | ------------------ | --- | ----------------------------------------------------------------- |
| 167   | 31. Juli 2020      | Ghost of Tsushima, Paper Mario: The Origami King, Trackmania, F1 2020, Iron Man VR, Rock of Ages 3, CrossCode, SnowRunner: Search & Recover, Story of Seasons: Friends of Mineral Town                                                                     |                                                                   |
| 168   | 7. August 2020     | Midsommarloch – Das große Sommer-Special Teil 2: Deadly Premonition 2, Bloodstained: Curse of the Moon 2, Maid of Sker, Blightbound, Rocket Arena, Carrion, Hellpoint, Superhot: Mind Control Delete, Röki, Grounded, Orcs Must Die! 3, Beyond a Steel Sky |                                                                   |
| 169   | 14. August 2020    | Fall Guys, Destroy All Humans!, Marvel’s Avengers Beta | Simon Krätschmer, Nils Bomhoff                                    |
| 170   | 21. August 2020    | Microsoft Flight Simulator, Total War Saga: Troy, Mortal Shell | Lara Trautmann, Sofia Kats                                        |
| 171   | 28. August 2020    | Gamescom 2020 Opening Night Bericht vom Gaming News Network 2, Digitale Videospielmessen, Neue Spielkonsolen ab 2020: PlayStation 5, Xbox Series X |                                                                   |
| 172   | 4. September 2020  | Wasteland 3, Captain Tsubasa: Rise of New Champions, Unter dem Radar unter anderem mit Battletoads | Etienne Gardé, Nils Bomhoff                                       |
| 173   | 11. September 2020 | Second Extinction, Tony Hawk's Pro Skater 1+2 Remake, Surgeon Simulator 2 | Simon Krätschmer, Nils Bomhoff                                    |
| 174   | 18. September 2020 | Marvel’s Avengers, Crusader Kings III, Super Mario 3D All-Stars | Etienne Gardé, Sofia Kats                                         |
| 175   | 25. September 2020 | Mafia: Definitive Edition, Spelunky 2, Ausgegraben: Grandia II | Simon Krätschmer, Nils Bomhoff                                    |
| 176   | 2. Oktober 2020    | Crash Bandicoot 4: It’s About Time, Hades, Unter dem Radar | Etienne Gardé, Sofia Kats                                         |
| 177   | 9. Oktober 2020    | Star Wars: Squadrons, FIFA 21, Baldur’s Gate III Early-Access | Simon Krätschmer, Nils Bomhoff                                    |
| 178   | 16. Oktober 2020   | First Look auf die Xbox Series X, Genshin Impact, Preview zu Assassin’s Creed Valhalla | Etienne Gardé, Nils Bomhoff, (Pierre M. Krause als Gastmoderator) |
| 179   | 23. Oktober 2020   | Gruselige Gamingshow unter anderem mit Phasmophobia, Amnesia: Rebirth | Simon Krätschmer                                                  |
| 180   | 30. Oktober 2020   | Watch Dogs: Legion, Pikmin 3: Deluxe und Dark Pictures: Little Hope | Etienne Gardé, Sofia Kats                                         |
| 181   | 6. November 2020   | PlayStation 5, Dirt 5, Unter dem Radar: Ghostrunner, I Am Dead, Carto, The Solitaire Conspiracy, The Survivalists, Disc Room, ScourgeBringer, Gonner 2 | Etienne Gardé                                                     |
| 182   | 13. November 2020  | Xbox Series X/S, Spider-Man: Miles Morales, Assassin’s Creed Valhalla | Simon Krätschmer                                                  |
| 183   | 20. November 2020  | PlayStation 5, Demon’s Souls Remake, Hyrule Warriors: Zeit der Verheerung | Nils Bomhoff                                                      |
| 184   | 27. November 2020  | Call of Duty: Black Ops Cold War, Yakuza: Like a Dragon, PlayStation 5 Launch Line-Up | Michael Krogmann                                                  |
| 185   | 4. Dezember 2020   | Immortals: Fenyx Rising, Twin Mirror, Ausgegraben: Zombies Ate My Neighbors | Nils Bomhoff                                                      |
| 186   | 11. Dezember 2020  | Top 20 Spiele des Jahres 2020 |                                                                   |
| 187   | 18. Dezember 2020  | Cyberpunk 2077 | Simon Krätschmer                                                  |

| Folge | Ausstrahlung     | Themen | Moderatoren                      |
| ----- | ---------------- | --- | -------------------------------- |
| 188   | 15. Januar 2021  | Die große Jahresvorschau 2021 (Teil 1) |                                  |
| 189   | 22. Januar 2021  | Die große Jahresvorschau 2021 (Teil 2) |                                  |
| 190   | 29. Januar 2021  | Hitman 3, Ausgegraben: Donkey Kong 64, Maiden | Etienne Gardé                    |
| 191   | 5. Februar 2021  | The Medium, Unter dem Radar | Simon Krätschmer                 |
| 192   | 12. Februar 2021 | Little Nightmares II, Super Mario 3D World + Bowsers Fury | Nils Bomhoff                     |
| 193   | 19. Februar 2021 | Persona 5 Strikers, Destruction AllStars | Simon Krätschmer                 |
| 194   | 26. Februar 2021 | Bravely Default 2, Early-Access-Vorschau mit Dyson Sphere Program, Rogue Legacy 2, Prodeus, Phantom Brigade, Teardown | Etienne Gardé                    |
| 195   | 5. März 2021     | Curse of the Dead Gods, Ghosts ’n Goblins Resurrection, Outriders | Nils Bomhoff                     |
| 196   | 12. März 2021    | Maquette, Monster Hunter Rise, Curious Expedition 2, Ys Monstrum Nox | Sofia Kats                       |
| 197   | 19. März 2021    | Die große Farming Sendung mit Ranch Simulator, Harvest Moon: Eine Welt und Story of Seasons: Pioneers of Olive Town | Ingo Meß                         |
| 198   | 26. März 2021    | It Takes Two, Monster Hunter Rise | Lara Trautmann                   |
| 199   | 10. April 2021   | Elite: Dangerous – Odyssey, Nier: Replicant, Evil Genius 2 | Simon Krätschmer                 |
| 200   | 16. April 2021   | Jubiläumsfolge – „Die große 200!“ | Daniel Budiman, Simon Krätschmer |
| 201   | 23. April 2021   | Outriders, NieR Replicant ver.1.22474487139... | Nils Bomhoff                     |
| 202   | 30. April 2021   | New Pokémon Snap, Unter dem Radar (Oddworld: Soulstorm, Narita Boy, Genesis Noir, Kaze and the Wild Masks, Lost Words: Beyond the Page, Before Your Eyes, Space Otter Charlie, Cozy Grove, Later Alligator, Dorfromantik) | Etienne Gardé                    |
| 203   | 7. Mai 2021      | Returnal, Ausgegraben: Bully – Canis Canem Edit | Nils Bomhoff                     |
| 204   | 14. Mai 2021     | Resident Evil Village, Mass Effect: Legendary Edition | Nils Bomhoff                     |
| 205   | 21. Mai 2021     | Wunschkonzert: diese Spiele wollten wir schon immer machen! (mit The Binding of Isaac und Control) |                                  |
| 206   | 28. Mai 2021     | Biomutant und Unter dem Radar (Hundred Days, Turnip Boy Commits Tax Evasion, The Wild at Heart, Famicom Detective Club, R-Type Final 2, Essays on Empathy)                                                                | Sofia Kats                       |
| 207   | 4. Juni 2021     | Battlefield: Bad Company, Knockout City | Etienne Gardé                    |
| 208   | 11. Juni 2021    | Ratchet & Clank: Rift Apart, Final Fantasy VII Remake Intergrade, Dungeons & Dragons: Dark Alliance | Simon Krätschmer                 |
| 209   | 18. Juni 2021    | Überblick über die E3 2021 |                                  |
| 210   | 25. Juni 2021    | Mario Golf: Super Rush, Dungeons & Dragons: Dark Alliance | Simon Krätschmer                 |

| Folge | Ausstrahlung       | Themen | Moderatoren                                 |
| ----- | ------------------ | --- | ------------------------------------------- |
| 211   | 23. Juli 2021      | Chivalry 2, Sniper: Ghost Warrior Contracts 2, Ender Lilies: Quietus of the Knights, Overboard!, Phantom Abyss, Guilty Gear Strive, Going Medieval, Strangeland, Backbone, Scarlett Nexus, PowerWash Simulator, Spielestudio, Police Simulator: Patrol Officers, Monster Hunter Stories 2: Wings of Ruin, Chicory, Sky: Kinder des Lichts, Legend of Mana (Remaster) |                                             |
| 212   | 30. Juli 2021      | The Legend of Zelda: Skyward Sword HD, Death’s Door | Simon Krätschmer                            |
| 213   | 6. August 2021     | The Ascent, Microsoft Flight Simulator für Xbox | Sofia Kats                                  |
| 214   | 13. August 2021    | GTA 3, Metal Gear Solid, Secret of Mana, Banjo-Kazooie |                                             |
| 215   | 20. August 2021    | Ghost of Tsushima Directors Cut, Humankind | Etienne Gardé                               |
| 216   | 28. August 2021    | Elden Ring, Psychonauts 2, Twelve Minutes, Gamescom 2021 | Simon Krätschmer, Sofia Kats, Etienne Gardé |
| 217   | 3. September 2021  | Aliens: Fireteam Elite, Unter dem Radar | Simon Krätschmer, Etienne Gardé             |
| 218   | 10. September 2021 | Tales of Arise, Life Is Strange: True Colors | Nils Bomhoff, Etienne Gardé                 |
| 219   | 17. September 2021 | Deathloop, The Artful Escape, Call of Duty: Vanguard | Etienne Gardé, Lara Trautmann               |
| 220   | 24. September 2021 | Lost Judgement, Sable | Nils Bomhoff, Simon Krätschmer              |
| 221   | 1. Oktober 2021    | Kena: Bridge of Spirits, FIFA 22 | Nils Bomhoff, Etienne Gardé                 |
| 222   | 8. Oktober 2021    | Diablo II: Resurrected, Death Stranding: Director’s Cut | Nils Bomhoff, Etienne Gardé                 |
| 223   | 15. Oktober 2021   | Metroid Dread, Far Cry 6 | Lara Trautmann                              |
| 224   | 22. Oktober 2021   | Back 4 Blood, New World | Nils Bomhoff, Lara Trautmann                |
| 225   | 29. Oktober 2021   | Marvel’s Guardians of the Galaxy, Age of Empires IV | Simon Krätschmer                            |
| 226   | 6. November 2021   | Mario Party Superstars, The Dark Pictures Anthology: House of Ashes, Inscryption | Nils Bomhoff, Etienne Gardé                 |
| 227   | 13. November 2021  | Forza Horizon 5, Riders Republic, Nintendo Switch Online | Nils Bomhoff                                |
| 228   | 20. November 2021  | Call of Duty: Vanguard, Sherlock Holmes: Chapter One, Babylon’s Fall | Nils Bomhoff, Simon Krätschmer              |
| 229   | 27. November 2021  | Grand Theft Auto: The Trilogy – The Definitive Edition, Battlefield 2042, Pokémon Strahlender Diamant und Leuchtende Perle | Etienne Gardé, Simon Krätschmer             |
| 230   | 4. Dezember 2021   | Landwirtschafts-Simulator 22, Shin Megami Tensei 5, Ruined King | Nils Bomhoff, Sofia Kats                    |
| 231   | 11. Dezember 2021  | Halo Infinite, Chorus, The Game Awards 2021 | Nils Bomhoff, Simon Krätschmer              |
| 232   | 18. Dezember 2021  | Weihnachts-Special: Der Rückblick auf das Gaming-Jahr 2021 |                                             |

| Folge | Ausstrahlung     | Themen                                                                           | Moderatoren                                  |
| ----- | ---------------- | -------------------------------------------------------------------------------- | -------------------------------------------- |
| 233   | 22. Januar 2022  | Spielevorschau 2022 Teil 1: Das Gaming-Jahr wird fett!                           |                                              |
| 234   | 29. Januar 2022  | Spielevorschau 2022 Teil 2: Die besten Indie-Games und mehr...                   |                                              |
| 235   | 5. Februar 2022  | Pokémon-Legenden: Arceus, Rainbox Six: Extraction                                | Colin Gäbel                                  |
| 236   | 12. Februar 2022 | Dying Light 2, Lost Ark, Ghostwire: Tokyo                                        | Nils Bomhoff, Simon Krätschmer               |
| 237   | 19. Februar 2022 | Horizon Forbidden West, SIFU                                                     | Nils Bomhoff, Simon Krätschmer               |
| 238   | 26. Februar 2022 | Elden Ring, OlliOlli World, Vampire Survivors                                    | Etienne Gardé, Nils Bomhoff                  |
| 239   | 5. März 2022     | ELEX 2, Triangle Strategy                                                        | Lara Trautmann, Leslie Förtsch (Farbenfuchs) |
| 240   | 12. März 2022    | Elden Ring, Gran Turismo 7                                                       | Nils Bomhoff, Sofia Kats                     |
| 241   | 19. März 2022    | Steam Deck, Tunic, Destiny 2: Die Hexenkönigin                                   | Simon Krätschmer, Sofia Kats                 |
| 242   | 26. März 2022    | Ghostwire: Tokyo, Kirby und das vergessene Land, Trek to Yomi                    | Nils Bomhoff, Etienne Gardé                  |
| 243   | 2. April 2022    | Tiny Tina's Wonderlands, Have a Nice Death, Far: Changing Tides                  | Nils Bomhoff, Simon Krätschmer               |
| 244   | 9. April 2022    | Lego Star Wars: Die Skywalker Saga, Weird West, Mario Kart 8 Booster-Pass        | Simon Krätschmer, Etienne Gardé              |
| 245   | 23. April 2022   | 25 Jahre Nintendo 64, Ausgegraben: GoldenEye 007, Blast Corps, WWF No Mercy      | Ingo Meß                                     |
| 246   | 30. April 2022   | Nintendo Switch Sports, Portrait: Dorfromantik                                   | Simon Krätschmer, Etienne Gardé              |
| 247   | 7. Mai 2022      | Stanley Parable Ultra Deluxe, Vampire: The Masquerade – Bloodhunt                | Simon Krätschmer, Etienne Gardé              |
| 248   | 14. Mai 2022     | Handheld-Konsole Playdate, Moss: Book II, Rogue Legacy 2                         | Nils Bomhoff, Simon Krätschmer               |
| 249   | 21. Mai 2022     | Soulslike-Special: Salt and Sacrifice, Dolmen, Nine Sols                         | Sofia Kats, Etienne Gardé                    |
| 250   | 28. Mai 2022     | Die große Überraschungs-Folge zum Jubiläum                                       | Carsten „Trant“ Grauel                       |
| 251   | 4. Juni 2022     | Roller Champions, Ausgegraben: Beyond Good & Evil, Monster Hunter Rise: Sunbreak | Etienne Gardé, Sofia Kats                    |
| 252   | 11. Juni 2022    | Diablo Immortal, V Rising, Summer Game Fest                                      | Etienne Gardé, Sofia Kats                    |
| 253   | 18. Juni 2022    | Mario Strikers: Battle League Football, The Quarry, Xbox Showcase                | Nils Bomhoff, Simon Krätschmer               |

| Folge | Ausstrahlung       | Themen                                                                           | Moderatoren                      |
| ----- | ------------------ | -------------------------------------------------------------------------------- | -------------------------------- |
| 254   | 23. Juli 2022      | Gaming-Highlights des Sommers: Neon White, The Cycle: Frontier und mehr          |                                  |
| 255   | 30. Juli 2022      | Stray, Xenoblade Chronicles 3, Exoprimal                                         | Etienne Gardé, Nils Bomhoff      |
| 256   | 6. August 2022     | As Dusk Falls, Multiversus, Hugo                                                 | Sofia Kats, Nils Bomhoff         |
| 257   | 13. August 2022    | Cult of the Lamb, Two Point Campus, Soulstice                                    | Simon Krätschmer                 |
| 258   | 20. August 2022    | Rumbleverse, Rollerdrome, Tin Hearts                                             | Simon Krätschmer                 |
| 259   | 28. August 2022    | Gamescom 2022                                                                    |                                  |
| 260   | 3. September 2022  | Saints Row, Gamescom-Indie-Special                                               | Etienne Gardé, Nils Bomhoff      |
| 261   | 10. September 2022 | The Last of Us Part I, Sonic Frontiers, F1 Manager 2022                          | Etienne Gardé, Nils Bomhoff      |
| 262   | 17. September 2022 | Splatoon 3, Steelrising, Forspoken                                               | Etienne Gardé, Simon Krätschmer  |
| 263   | 24. September 2022 | Spiele aus der Steam-Hölle, Resident Evil Village DLC, Jagged Alliance 2         | Etienne Gardé, Simon Krätschmer  |
| 264   | 1. Oktober 2022    | Return to Monkey Island, Metal: Hellsinger, Mario + Rabbids: Sparks of Hope      | Etienne Gardé, Nils Bomhoff      |
| 265   | 8. Oktober 2022    | FIFA 23, World of Warcraft: Wrath of the Lich King Classic, Scorn                | Simon Krätschmer, Nils Bomhoff   |
| 266   | 15. Oktober 2022   | Overwatch 2, Street Fighter 6, Evil West                                         | Nils Bomhoff, Sofia Kats         |
| 267   | 22. Oktober 2022   | Mario + Rabbids: Sparks of Hope, A Plague Tale: Requiem, Resident Evil 4         | Etienne Gardé, Simon Krätschmer  |
| 268   | 29. Oktober 2022   | Gotham Knights, New Tales from the Borderlands, The Callisto Protocol            | Nils Bomhoff, Etienne Gardé      |
| 269   | 5. November 2022   | Bayonetta 3, Games-Messe „Polaris“, Scorn, Dome Keeper                           | Etienne Gardé, Simon Krätschmer  |
| 270   | 12. November 2022  | God of War Ragnarök, Call of Duty: Modern Warfare 2, Pokémon Karmesin und Purpur | Sofia Kats, Nils Bomhoff         |
| 271   | 19. November 2022  | Sonic Frontiers, Pentiment, Wo Long: Fallen Dynasty                              | Sofia Kats, Etienne Gardé        |
| 272   | 26. November 2022  | Pokémon Karmesin und Purpur, Goat Simulator 3, Park Beyond                       | Sofia Kats, Nils Bomhoff         |
| 273   | 3. Dezember 2022   | The Callisto Protocol, Marvel’s Midnight Suns, The Entropy Centre                | Lara Trautmann, Simon Krätschmer |
| 274   | 10. Dezember 2022  | Crisis Core: Final Fantasy VII, Warhammer 40k: Darktide, Game Awards             | Etienne Gardé, Nils Bomhoff      |
| 275   | 17. Dezember 2022  | X-mas-Special: Need for Speed Unbound, Chained Echoes                            | Nils Bomhoff, Etienne Gardé      |

| Folge | Ausstrahlung       | Themen                                                                                         | Moderatoren                     |
| ----- | ------------------ | ---------------------------------------------------------------------------------------------- | ------------------------------- |
| 276   | 21. Januar 2023    | Top 25: Die besten Spiele des Jahres 2022                                                      | Simon Krätschmer, Nils Bomhoff  |
| 277   | 28. Januar 2023    | Spielevorschau 2023 Teil 1: Diese Games erwarten uns!                                          |                                 |
| 278   | 4. Februar 2023    | Spielevorschau 2023 Teil 2: Da kommt einiges auf uns zu!                                       |                                 |
| 279   | 11. Februar 2023   | Dead Space, Forspoken, SpongeBob Schwammkopf: The Cosmic Shake                                 | Etienne Gardé, Sofia Kats       |
| 280   | 18. Februar 2023   | Hogwarts Legacy, Debatte um Joanne K. Rowling                                                  | Simon Krätschmer, Nils Bomhoff  |
| 281   | 25. Februar 2023   | PlayStation VR2, Wild Hearts, Tchia                                                            | Etienne Gardé, Simon Krätschmer |
| 282   | 4. März 2023       | Atomic Heart Review & Kontroverse, Octopath Traveler 2                                         | Sofia Kats, Nils Bomhoff        |
| 283   | 11. März 2023      | Sons of the Forest, Company of Heroes 3, Final Fantasy XVI                                     | Simon Krätschmer, Sofia Kats    |
| 284   | 18. März 2023      | Wo Long: Fallen Dynasty, Dead Cells: Return to Castlevania, Crime Boss: Rockay City            | Etienne Gardé, Simon Krätschmer |
| 285   | 25. März 2023      | Resident Evil 4, Diablo 4, The Finals, The Dark Pictures: Switchback VR                        | Simon Krätschmer, Etienne Gardé |
| 286   | 1. April 2023      | Terra Nil, Redfall, Edna bricht aus                                                            | Simon Krätschmer, Sofia Kats    |
| 287   | 15. April 2023     | Everspace 2, Mechabellum, Meet Your Maker                                                      | Etienne Gardé, Nils Bomhoff     |
| 288   | 22. April 2023     | Wechsel von Funk zu ZDFneo, Dead Island 2, Ravenswatch, Shadows of Doubt                       | Etienne Gardé, Nils Bomhoff     |
| 289   | 29. April 2023     | Star Wars Jedi: Survivor, Cassette Beasts, The Legend of Zelda: Tears of the Kingdom           | Sofia Kats, Nils Bomhoff        |
| 290   | 6. Mai 2023        | Honkai: Star Rail, Advance Wars 1+2: Re-Boot Camp, Unter dem Radar                             | Simon Krätschmer, Nils Bomhoff  |
| 291   | 13. Mai 2023       | The Legend of Zelda: Tears of the Kingdom, Redfall, Darkest Dungeon 2                          | Lara Trautmann, Etienne Gardé   |
| 292   | 20. Mai 2023       | E-Sport-Olympia, Kuros Kur(i)ositäten, Atlas Fallen                                            | Etienne Gardé, Sofia Kats       |
| 293   | 27. Mai 2023       | Der Herr der Ringe: Gollum, Lego 2K Drive, Planet of Lana                                      | Sofia Kats, Nils Bomhoff        |
| 294   | 3. Juni 2023       | Street Fighter 6, System Shock, After Us                                                       | Sofia Kats, Simon Krätschmer    |
| 295   | 10. Juni 2023      | The Outlast Trials, Texas Chainsaw Massacre Preview, Unter dem Radar                           | Etienne Gardé, Simon Krätschmer |
| 296   | 17. Juni 2023      | Diablo IV, E3-Ersatz: Summer Games Fest, Prince of Persia                                      | Sofia Kats, Simon Krätschmer    |
| 297   | 24. Juni 2023      | Final Fantasy XVI, Park Beyond, Layers of Fear                                                 | Sofia Kats, Nils Bomhoff        |
| 298   | 1. Juli 2023       | Aliens: Dark Descent, Crash Team Rumble, Shadow Gambit                                         | Sofia Kats, Simon Krätschmer    |
| 299   | 8. Juli 2023       | Gaming-Geheimtipps, Indie-Perlen und mehr – Unter dem Radar Spezial                            |                                 |
| 300   | 15. Juli 2023      | Die Geschichte der Videospiele – Das Musical                                                   |                                 |
| 301   | 27. August 2023    | Gamescom 2023: Wir spielen die Videospiel-Messe durch!                                         |                                 |
| 302   | 2. September 2023  | Gamescom 2023: Keine guten Games? Von wegen!                                                   |                                 |
| 303   | 9. September 2023  | Baldur’s Gate 3, Armored Core 6, Starfield-Ersteindruck                                        | Simon Krätschmer, Sofia Kats    |
| 304   | 16. September 2023 | Starfield, Sea of Stars, Assassin’s Creed: Mirage                                              | Nils Bomhoff, Etienne Gardé     |
| 305   | 23. September 2023 | Lies of P, The Crew Motorfest, Spider-Man 2                                                    | Simon Krätschmer, Etienne Gardé |
| 306   | 30. September 2023 | Cyberpunk 2077: Phantom Liberty, Final Fantasy VII: Rebirth, Mortal Kombat 1                   | Sofia Kats, Simon Krätschmer    |
| 307   | 7. Oktober 2023    | Report: Warum Gollum scheitern musste                                                          |                                 |
| 308   | 14. Oktober 2023   | Baldur’s Gate 3                                                                                |                                 |
| 309   | 21. Oktober 2023   | Counter-Strike 2, Forza Motorsport, Lords of the Fallen, Spider-Man 2, Assassin’s Creed Mirage | Sofia Kats, Etienne Gardé       |
| 310   | 28. Oktober 2023   | Super Mario Bros. Wonder, Dragon’s Dogma 2 Preview, Cities: Skylines II                        | Sofia Kats, Etienne Gardé       |
| 311   | 4. November 2023   | Ghostrunner 2, Avatar: Frontiers of Pandora, Resident Evil 4, Unter dem Radar                  | Sofia Kats, Nils Bomhoff        |
| 312   | 11. November 2023  | Alan Wake II, Like a Dragon Gaiden: The Man Who Erased His Name, The Invincible                | Simon Krätschmer, Nils Bomhoff  |
| 313   | 18. November 2023  | Call of Duty: Modern Warfare III, American Arcadia, Warhammer Age of Sigmar: Realms of Ruin    | Sofia Kats, Etienne Gardé       |
| 314   | 25. November 2023  | Super Mario RPG, Call of Duty: Modern Warfare III Multiplayer, Persona 5 Tactica               | Sofia Kats, Nils Bomhoff        |
| 315   | 2. Dezember 2023   | SteamWorld Build, RoboCop: Rogue City, Knuckle Sandwich, The Last Faith                        | Sofia Kats, Etienne Gardé       |
| 316   | 9. Dezember 2023   | Game Awards 2023, Warhammer 40k: Rogue Trader, Ausgegraben: Silent Hill 2                      | Sofia Kats, Nils Bomhoff        |
| 317   | 16. Dezember 2023  | Top 15: Die Spiele des Jahres und Enttäuschungen 2023                                          |                                 |

| Folge | Ausstrahlung     | Themen | Moderatoren                       |
| ----- | ---------------- | --- | --------------------------------- |
| 318   | 20. Januar 2024  | Die große Spielevorschau 2024 |                                   |
| 319   | 27. Januar 2024  | Dragon Quest Monsters: Der dunkle Prinz, Avatar: Frontiers of Pandora, The Finals, Ready or Not, House Flipper 2, Palworld, The Last of Us Part II Remastered, Prince of Persia: The Lost Crown                                                  | Sofia Kats, Nils Bomhoff          |
| 320   | 3. Februar 2024  | Palworld, Like a Dragon: Infinite Wealth, Tekken 8 | Sofia Kats, Nils Bomhoff          |
| 321   | 10. Februar 2024 | Enshrouded, Persona 3 Reload | Sofia Kats, Etienne Gardé         |
| 322   | 17. Februar 2024 | Suicide Squad: Kill the Justice League, Mario vs. Donkey Kong, Ultros | Sofia Kats, Nils Bomhoff          |
| 323   | 24. Februar 2024 | Helldivers 2, Skull and Bones, Banishers: Ghosts of New Eden | Sofia Kats, Nils Bomhoff          |
| 324   | 2. März 2024     | Final Fantasy VII Rebirth, Ausgegraben: The Simpsons Hit & Run, Pacific Drive | Sofia Kats, Etienne Gardé         |
| 325   | 9. März 2024     | Nightingale, Expeditions: A MudRunner Game, Last Epoch | Nils Bomhoff, Lara Trautmann      |
| 326   | 16. März 2024    | Outcast – A New Beginning, Balatro, Unicorn Overlord, Granblue Fantasy: Relink | Sofia Kats, Nils Bomhoff          |
| 327   | 23. März 2024    | Dragon’s Dogma 2, Rise of the Ronin, Princess Peach: Showtime! | Sofia Kats, Nils Bomhoff          |
| 328   | 6. April 2024    | Alone in the Dark, Beat Slayer, Ausgegraben: Dishonored: Die Maske des Zorns | Etienne Gardé, Nils Bomhoff       |
| 329   | 13. April 2024   | Content Warning, Unter dem Radar: Pepper Grinder, Berserk Boy, Solium Infernum, Children of the Sun, Ender Magnolia: Bloom in the Mist, Inkbound, Bulwark: Falconeer Chronicles, Unterhund des Monats: Secrets of Grindea                        | Sofia Kats, Nils Bomhoff          |
| 330   | 21. April 2024   | Eiyuden Chronicle: Hundred Heroes, Harold Halibut, Rogue Prince of Persia | Sofia Kats, Esther Kerkhoff       |
| 331   | 27. April 2024   | Manor Lords, Stellar Blade, Tales of Kenzera: ZAU | Esther Kerkhoff, Simon Krätschmer |
| 332   | 4. Mai 2024      | No Rest for the Wicked, Top Spin 2K25, Sand Land | Esther Kerkhoff, Nils Bomhoff     |
| 333   | 11. Mai 2024     | Fallout-Hype-Report, Another Crab’s Treasur, Yellow Taxi Goes Vroom, Buckshot Roulette, Pull Stay, Indika, Botany Manor, Minishoot' Adventures                                                                                                   | Simon Krätschmer, Etienne Gardé   |
| 334   | 18. Mai 2024     | Homeworld 3, Animal Well, Deep Dive: Extraction Shooter | Sofia Kats, Nils Bomhoff          |
| 335   | 25. Mai 2024     | Hades 2, Paper Mario: Die Legende vom Äonentor, Lorelei and the Laser Eyes | Sofia Kats, Esther Kerkhoff       |
| 336   | 1. Juni 2024     | Senua’s Saga: Hellblade II, XDefiant, The Rogue Prince of Persia | Simon Krätschmer, Esther Kerkhoff |
| 337   | 8. Juni 2024     | Final Fantasy XIV: Dawntrail, Nine Sols, Athenian Rhapsody | Esther Kerkhoff, Etienne Gardé    |
| 338   | 15. Juni 2024    | Summer Game Fest Special, Displaced, Delta Force: Hawk Ops, Skate Story, Destiny 2: The Final Shape, Star Wars Outlaws |                                   |
| 339   | 22. Juni 2024    | Elden Ring: Shadow of the Erdtree, Still Wakes the Deep, #BLUD | Sofia Kats, Nils Bomhoff          |
| 340   | 29. Juni 2024    | Super Monkey Ball Banana Rumble, Luigis Mansion 2 HD, Little Kitty Big City, Bodycam, Zet Zillions | Esther Kerkhoff, Simon Krätschmer |
| 341   | 6. Juli 2024     | Flintlock The Siege of Dawn, Ostwind: Beginn einer wunderbaren Freundschaft – Remastered, Ausgegraben: Final Fantasy 9, Dragon Quest 3 HD-2D | Sofia Kats, Etienne Gardé         |
| 342   | 13. Juli 2024    | Zenless Zone Zero, Dünnes Eis – Das Spiel zum Song, Rogue Voltage, Until Then, Trails Through Daybreak, Anger Foot, Shin Megami Tensei V: Vengeance, Crab God, Uncover the smoking Gun, Final Fantasy 14: Dawntrail, Die Schlümpfe Village Party | Sofia Kats, Simon Krätschmer      |

| Folge | Ausstrahlung       | Themen                                                                            | Moderatoren                       |
| ----- | ------------------ | --------------------------------------------------------------------------------- | --------------------------------- |
| 343   | 25. August 2024    | Gamescom 2024: Die 21 Top Highlights der Messe                                    |                                   |
| 344   | 31. August 2024    | Black Myth: Wukong, Gamescom Indie Special                                        |                                   |
| 345   | 7. September 2024  | Star Wars Outlaws, Visions of Mana, Silent Hill 2, Metal Gear Solid: Delta        | Sofia Kats, Simon Krätschmer      |
| 346   | 14. September 2024 | Warhammer 40.000: Space Marine 2, Astro Bot, WoW: The War Within                  | Sofia Kats, Simon Krätschmer      |
| 347   | 21. September 2024 | Frostpunk 2, The Plucky Squire, Unter dem Radar: Megaloot, Dustborn               | Lara Trautmann, Etienne Gardé     |
| 348   | 28. September 2024 | Zelda: Echoes of Wisdom, Baphomets Fluch: Reforged, ARA: History Untold           | Lara Trautmann, Sofia Kats        |
| 349   | 5. Oktober 2024    | REVISITED-SPEZIAL: Starfield, Diablo 4, Satisfactory, Warhammer 40k: Darktide     |                                   |
| 350   | 14. Oktober 2024   | Das große Ab-18-Horror-Spezial                                                    |                                   |
| 351   | 19. Oktober 2024   | Metaphor: ReFantazio, Silent Hill 2, Dragon Ball: Sparking! Zero                  | Simon Krätschmer, Esther Kerkhoff |
| 352   | 26. Oktober 2024   | Super Mario Party Jamboree, Sonic X Shadow Generations, Windblown                 | Simon Krätschmer, Esther Kerkhoff |
| 353   | 2. November 2024   | Dragon Age: The Veilguard, Neva, Life Is Strange: Double Exposure                 | Sofia Kats, Esther Kerkhoff       |
| 354   | 9. November 2024   | CoD: Black Ops 6, Mario & Luigi: Brothership, Empire of the Ants                  | Nils Bomhoff, Esther Kerkhoff     |
| 355   | 16. November 2024  | Dragon Quest 3: HD-2D Remake, PS5 Pro                                             | Simon Krätschmer, Esther Kerkhoff |
| 356   | 23. November 2024  | Lego Horizon Adventures, Pokémon Mystery Dungeon, Is This Game Trying to Kill Me? | Etienne Gardé, Sofia Kats         |
| 357   | 30. November 2024  | Stalker 2, Avowed, Batman: Arkham Shadow, Metro Awakening                         | Sofia Kats, Nils Bomhoff          |
| 358   | 7. Dezember 2024   | Flight Simulator 2024, Ausgegraben: Vampire: The Masquerade – Bloodlines          | Sofia Kats, Esther Kerkhoff       |
| 359   | 14. Dezember 2024  | TOP 15: Der dicke Game Two Jahresrückblick 2024                                   |                                   |

| Folge | Ausstrahlung     | Themen                                                                                           | Moderatoren                       |
| ----- | ---------------- | ------------------------------------------------------------------------------------------------ | --------------------------------- |
| 360   | 18. Januar 2025  | Path of Exile 2, Infinity Nikki, Indiana Jones und der Große Kreis, Marvel Rivals                |                                   |
| 361   | 25. Januar 2025  | Spielevorschau 2025                                                                              |                                   |
| 362   | 1. Februar 2025  | Dynasty Warriors Origins, Orcs Must Die! Deathtrap, Unter dem Radar                              | Sofia Kats, Esther Kerkhoff       |
| 363   | 8. Februar 2025  | Kingdom Come: Deliverance II, Civilization VII, Sniper Elite: Resistance                         | Sofia Kats, Etienne Gardé         |
| 364   | 15. Februar 2025 | Monster Hunter Wilds, South of Midnight, Rift of the Necrodancer                                 | Sofia Kats, Simon Krätschmer      |
| 365   | 22. Februar 2025 | Avowed, Lost Records: Bloom & Rage, Meinung: Early Access                                        | Esther Kerkhoff, Simon Krätschmer |
| 366   | 1. März 2025     | Monster Hunter Wilds, Like a Dragon: Pirate Yakuza in Hawaii                                     | Nils Bomhoff, Sofia Kats          |
| 367   | 8. März 2025     | Split Fiction, Atomfall, Two Point Museum                                                        | Etienne Gardé, Lara Trautmann     |
| 368   | 15. März 2025    | Esther liebt Crappy Games, Rainbow Six Siege X, Unter dem Radar                                  | Nils Bomhoff, Esther Kerkhoff     |
| 369   | 22. März 2025    | Assassin’s Creed Shadows, Wanderstop, Türen in Videospielen                                      | Etienne Gardé, Esther Kerkhoff    |
| 370   | 29. März 2025    | inZOI, The First Berserker: Khazan, Darkest Files                                                | Sofia Kats, Simon Krätschmer      |
| 371   | 5. April 2025    | Nintendo Switch 2, Doom: The Dark Ages, Karma: The Dark World, Atomfall                          | Nils Bomhoff, Sofia Kats          |
| 372   | 12. April 2025   | South of Midnight, Blue Prince, Unter dem Radar (Indiespiele)                                    | Sofia Kats, Esther Kerkhoff       |
| 373   | 26. April 2025   | Tempest Rising, Clair Obscur: Expedition 33, Fatal Fury: City of the Wolves                      | Sofia Kats, Esther Kerkhoff       |
| 374   | 3. Mai 2025      | Wir finden GUTE Games SCHLECHT: The Legend of Zelda: Breath of the Wild, BioShock, Hollow Knight | Sofia Kats, Esther Kerkhoff       |
| 375   | 10. Mai 2025     | The Elder Scrolls IV: Oblivion Remastered, Arc Raiders, Marathon, Ausgegraben: Final Fantasy X   | Nils Bomhoff, Lara Trautmann      |
| 376   | 17. Mai 2025     | Doom: The Dark Ages, The Midnight Walk & Unter dem Radar                                         | Nils Bomhoff, Sofia Kats          |
| 377   | 24. Mai 2025     | Hunt: Showdown 1896, Anno 117: Pax Romana, Gacha Games                                           | Esther Kerkhoff, Etienne Gardé    |
| 378   | 31. Mai 2025     | Elden Ring Nightreign, RoadCraft                                                                 | Esther Kerkhoff, Etienne Gardé    |
| 379   | 7. Juni 2025     | Nintendo Switch 2, Revenge of the Savage Planet, Drop Duchy                                      | Nils Bomhoff, Etienne Gardé       |
| 380   | 14. Juni 2025    | Mario Kart World, Switch 2 Launch Lineup, Date Everything                                        | Etienne Gardé, Esther Kerkhoff    |
| 381   | 21. Juni 2025    | The Alters, Dune: Awakening                                                                      | Sofia Kats, Nils Bomhoff          |
| 382   | 28. Juni 2025    | Death Stranding 2: On the Beach, Untermengung von Videos zum Sendungsende                        |                                   |

## Auszeichnungen und Nominierungen
- Game Two #300: Die Geschichte der Videospiele – Das Musical wurde für den Grimme-Preis 2024 nominiert